# 天主教沙佩科教区
天主教沙佩科教區（拉丁語：Dioecesis Xapecoënsis），是巴西一個天主教教區，位於聖卡塔琳娜州西部，包括三十九個市。屬弗洛里亞諾波利斯總教區。
教區成立於1958年1月14日。2006年有教友593,000人，佔總人口82.9%。有四十個堂區、司鐸八十四人。現任教區主教為馬奴埃爾·若望·方濟。